# Гадячский уезд
Гадячский уе́зд — административно-территориальная единица в составе Полтавской губернии Российской империи, существовавшая в 1781—1923 годы. Уездный город — Гадяч.

## История
Уезд образован в 1781 году в составе Черниговского наместничества. В 1796 году вошел в состав восстановленной Малороссийской губернии. С 1802 года — в Полтавской губернии. В 1923 году уезд был упразднён, на его территории образован Гадячский район Роменского округа.

## Население
По переписи 1897 года население уезда составляло 142 806 человек, в том числе в городе Гадяч — 7721 жителей.

### Национальный состав
Национальный состав по переписи 1897 года:
- украинцы — 138 323 чел. (96,9 %),
- евреи — 3435 чел. (2,4 %),

## Административное деление
В 1913 году в состав уезда входило 16 волостей:
| - Андреевская — с. Андреевка, - Берестовская — с. Берестовка, - Борковская — с. Борки, - Велико-Будищская — с. Великие Будищи, - Вельбовская — с. Вельбовка, - Веприкская — м. Веприк, - Капустинская — с. Капустинцы, - Красно-Лукская — с. Красная Лука, | - Липово-Долиновская — с. Липовая Долина, - Лютеньская — м. Лютенька, - Петровская — с. Петровка, - Подолковская — с. Подолки, - Рашевская — м. Рашевка, - Русановская — с. Русановка, - Сарская — с. Сары, - Сергеевская — с. Сергеевка. |